# Kaprijke
Kaprijke est une commune néerlandophone de Belgique située en Région flamande, dans la province de Flandre-Orientale.

## Histoire et étymologie
Le nom de Kaprijke vient du nom gallo-romain Capricum qui signifie « Terres de Caprius ». Le site fut utilisé par une garnison romaine : on peut voir certaines traces de cette occupation dans le parc en face de l'ancienne maison communale. Le site était par une population fuyant les envahisseurs germaniques.
Après une période de six siècles d'abandon le village a été de nouveau habité.
Au cours du Moyen Âge une grande partie du site était recouvert de bruyères et de tourbière et était mal protégé des influences destructrices de la mer. Ce n'est qu'avec la construction de la digue du Comte Jean que le village se trouva plus en sécurité. Mais en 1403 elle n'était pas terminée et la ville fut encore largement inondée.

## Héraldique
|  | La commune possède des armoiries qui lui ont été octroyées originellement 25 mai 1838 et modifiées le 14 juin 1988. Elles montrent dans un écusson le lion de Flandre, entouré d'un symbole à comparer aussi celui d'Eeklo et sont mentionnées pour la première fois en 1557. La bordure représente huit chapeaux, mot tiré de "kaproen" ou "kap" et porte sur un jeu de mots. Les armoiries indiquaient ainsi que le village faisait partie de la Flandre. À l'origine, les armoiries montraient la même composition, mais dans des couleurs différentes. Les armoiries actuelles montrent les couleurs de 1557. Ce sont des armoiries parlantes Blasonnement : D'argent à huit capuchons, alternativement d'azur et de gueules, posés en bordure, chargé d'un écusson d'or au lion rampant de sable, armé et lampassé de gueules. Source du blasonnement : Heraldy of the World. |

## Géographie

### Sections de la commune
| #  | Section  | Superf. (km²) | Habitants (2020) | Habitants par km² | Code INS |
| -- | -------- | ------------- | ---------------- | ----------------- | -------- |
| I  | Kaprijke | 14,72         | 2.719            | 185               | 43007A   |
| II | Lembeke  | 18,91         | 3.716            | 196               | 43007B   |

### Localités limitrophes
La commune de Kaprijke est limitrophe des localités suivantes : 
- a. Bassevelde (Assenede)
- b. Oosteeklo (Assenede)
- c. Sleidinge (Evergem)
- d. Waarschoot
- e. Eeklo
- f. Saint-Laurent
- g. Saint-Jean-in-Eremo (Saint-Laurent)

## Démographie

### Évolution démographique de la section de Kaprijke
- Source:INS, www.meetjesland.be et commune

### Évolution démographique de la commune fusionnée
Graphe de l'évolution de la population de la commune. Les données ci-après intègrent les anciennes communes dans les données avant la fusion en 1977.
- Source : DGS - Remarque: 1831 jusqu'à 1981=recensement; depuis 1990=nombre d'habitants chaque 1er janvier[3]

## Curiosités

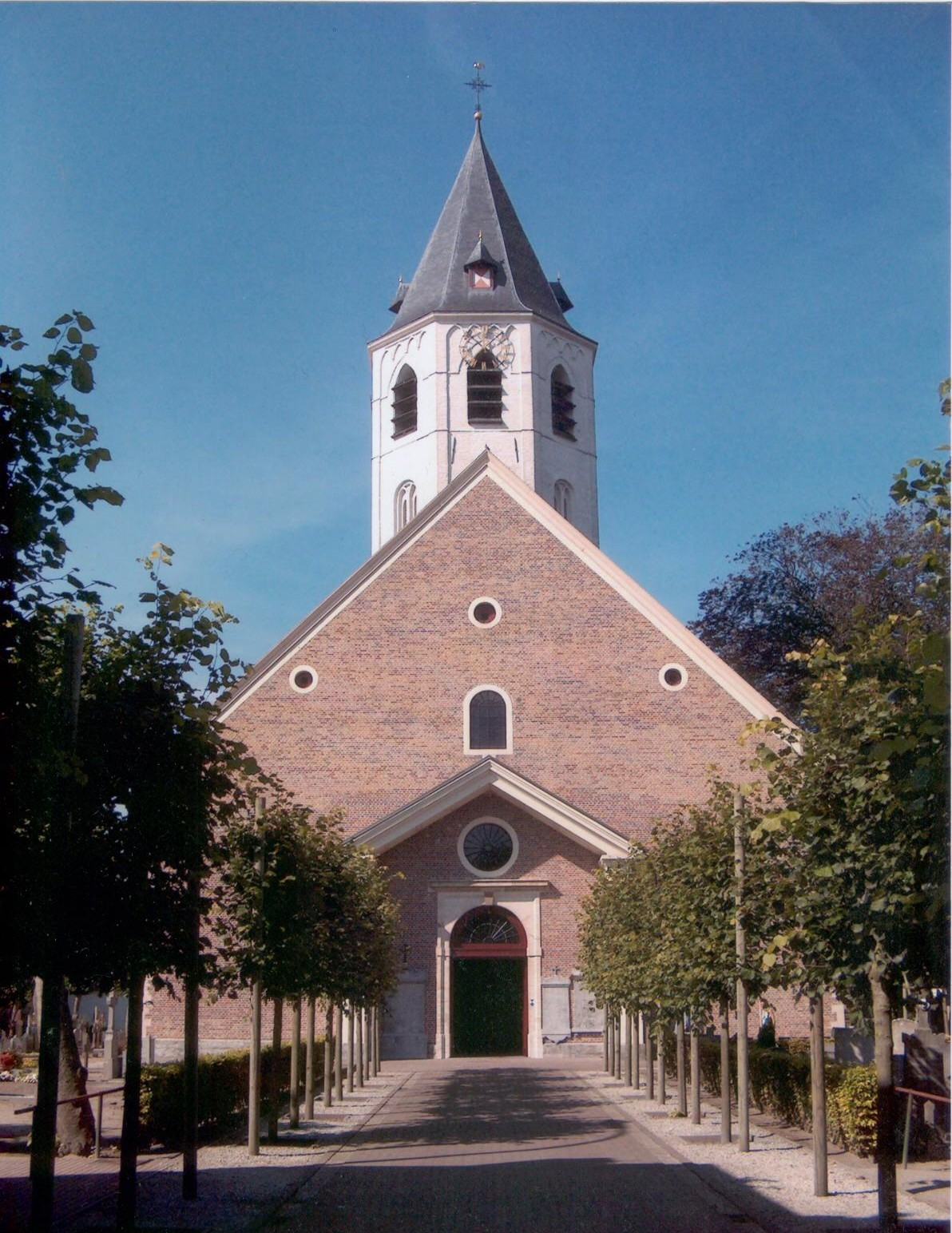
Église Notre-Dame à Kaprijke

- L'église Notre-Dame (Onze Lieve Vrouwenkerk) (1787-1788) avec tour datant des environs 1240
- La maison communale de 1663 de style baroque
- Château Hof ter Kruizen (XVIe siècle) avec escalier de façade de 1628
- L'église Sint-Egidiuskerk, avec une tour du XIIIe siècle.
- Moulin Westermolen, moulin en bois suivant un modèle du XVe siècle.
- La cure de Lembeke, construction, néo-classique de 1772.
- Plusieurs maisons datant des XVIIe et XVIIIe siècles.

## Habitants célèbres
- Hippoliet Van Peene, écrivain du De Vlaamse Leeuw
- Roger De Vlaeminck, ancien coureur cycliste
- Björn Engels, footballeur.